# Шкрянчево
Шкрянчево (словен. Škrjančevo) — поселення в общині Домжале, Осреднєсловенський регіон, Словенія. 
Висота над рівнем моря: 323,4 м.